# Сітинське сільське поселення
Сіти́нське сільське поселення (рос. Ситинское сельское поселение) — сільське поселення у складі району імені Лазо Хабаровського краю Росії.
Адміністративний центр — селище Сіта.

## Населення
Населення сільського поселення становить 1756 осіб (2019; 1973 у 2010, 2085 у 2002).

## Склад
До складу сільського поселення входять:
| Населений пункт     | Населення, осіб (2002) | Населення, осіб (2010) |
| ------------------- | ---------------------- | ---------------------- |
| 34 кілометр, селище | 95                     | 66                     |
| Змійка, селище      | 10                     | 12                     |
| Сіта, селище        | 1970                   | 1883                   |
| Шаповаловка, село   | 10                     | 12                     |